# رابرت نوزوفسکی
رابرت نوزوفسکی (به انگلیسی: Robert Nosofsky) استاد برجسته روانشناسی در دپارتمان روانشناسی در دانشگاه ایندیانا در آمریکا است. او نظریه نمونه (exemplar theory) را مطرح کرده که در روانشناسی و علوم شناختی کاربرد دارد.

## زندگی و تحصیلات
رابرت نوزوفسکی لیسانس روانشناسی در سال ۱۹۷۸ از دانشگاه نیویورک اخذ کرد. او به تحصیل در این رشته ادامه داد و دکترایش را در همین رشته در سال از دانشگاه هاروارد دریافت کرد.

## مقاله‌ها
مقاله‌های متعددی از رابرت نوزوفسکی در زمینه روانشناسی منتشر شده که به چند نمونه اشاره می‌شود:
- Nosofsky, R.M. , Sanders, C. , Meagher, B.J. , & Douglas, B.J (2017). Toward the development of a feature-space representation for a complex natural category domain. Behavior Research Methods
- Nosofsky, R.M. , Sanders, C. , Gerdom, A. , Douglas, B. , & McDaniel, M. (2017). On learning natural science categories that violate the family-resemblance principle. Psychological Science, 28, 104-114
- Nosofsky, R.M. , & Donkin, C. (2016). Qualitative contrast between knowledge-limited mixed-state and variable-resources models of visual change detection. Journal of Experimental Psychology: Learning, Memory, and Cognition, 42, 1507-1525
- Nosofsky, R. M. (2016). An exemplar-retrieval model of short-term memory search: Linking categorization and probe recognition. Psychology of Learning and Motivation, 65, 47-84

## جوایز و افتخارات
رابرت نوزوفسکی جوایز بسیاری در زمینه روانشناسی دریافت کرده که چند نمونه از این جوایز عبارت است از:
- New Investigator Research Award of the Society of Mathematical Psychology ۱۹۸۷
- APA's Distinguished Scientific Award ۱۹۹۳
- محقق برگزیده انجمن روانشناسان تجربی در سال ۱۹۹۸